# Time (Pink Floyd-dal)
A Time a negyedik dal a Pink Floyd brit progresszív rock együttes 1973-as, The Dark Side of the Moon című albumán. Az egyetlen dal a lemezen, melyben mind a négy tag szerzőként van jelölve. A felvétel az EMI Abbey Road Studiosban készült, a hangmérnök Alan Parsons volt. A dal szövegét Roger Waters írta.

## Kompozíció
A Time elején órák ketyegése és csörgése hallható. Az órák hangjait Alan Parsons rögzítette egy antik óraüzletben. Felvette a harangjátékokat, ketyegéseket és csörgéseket. A dal ezután Mason dob témájával folytatódik, amelyet egy rototommal (keretre feszített dob-bőrökből álló "hangszer") játszik.
David Gilmour és Richard Wright énekelnek a dalban: Gilmour a fő versszakot, míg Wright az átvezetést. Az átvezetésnél a háttérben női háttér-énekesek hangját is lehet hallani. A dal szövege Roger Waters realizmusa, miszerint az életben nem tudunk előre felkészülni a következő történésekre, de a saját sorsunk felett ellenőrzést tudunk gyakorolni. A dal az élet elmúlásával foglalkozik. Ha nem kapunk észbe, akkor úgy eltelik felettünk az idő, hogy észre sem vesszük. Gilmour gitárszólói teszik igazán rockossá a dalt.
Az albumot nyitó Breathe visszatérése zárja le a dalt, mielőtt elindulna a The Great Gig in the Sky.
A dal a második leghosszabb az albumon az Us and Them után. A kritikusok szerint az első versszak után Gilmour gitárszólója a valaha volt legjobbak közé tartozik.

## Dalszövegíró
A Time szövegét Roger Waters írta.

## Érdekességek
- A Time nyitányát használták a Life on Mars című televíziós sorozat második szériájában a filmelőzetes bemutatásakor.
- A Time nyitányát használták a Destruction Derby 2 című számítógépes játék menüjének zenéjében.
- A Bestie Boys a Time-ról mintázta a Looking Down the Barrel of a Gun című számát, ami a Paul's Boutique című albumukon jelent meg.
- A Prodigy a Time nyitányáról mintázta a Claustrophobic Sting és a Wake Up Call című számát.
- A Guitar World magazin olvasói a 100 Greatest Guitar Solos listájukon a 21. helyre sorolták a dalban szereplő gitárszólót.

## Alternatív- és koncertverziók
- A Time koncertverziója a 2011-es Experience és Immersion kiadványban (Why Pink Floyd? kampány) levő koncertlemezen (1974-es felvétel) és a P•U•L•S•E CD-n és DVD-n hallható.
- Egy másik koncertverzió megtalálható a Delicate Sound of Thunder című albumon és a filmben.
- Roger Waters a szólóturnéin is előadta a dalt. Az In the Flesh Live című albumon és DVD-n található verzióban Waters énekel.

## Kislemez
A Time kislemezen is megjelent 1974. február 4-én. A kislemez másik oldalán az Us and Them kapott helyet.
| Év   | Lista                                 | Kislemez | Helyezés |
| ---- | ------------------------------------- | -------- | -------- |
| 1974 | Billboard Pop Singles (Észak-Amerika) | Time     | 101      |

## Külső hivatkozások
- Idő – a dal magyar fordítása (Zappa PONT honlap)